# Matthias Schömann-Finck
Matthias Schömann-Finck (Bernkastel-Kues, 5 de marzo de 1979) es un deportista alemán que compitió en remo.
Ganó siete medallas en el Campeonato Mundial de Remo entre los años 2003 y 2012, y una medalla de plata en el Campeonato Europeo de Remo de 2009.

## Palmarés internacional
| Campeonato Mundial | Campeonato Mundial   | Campeonato Mundial | Campeonato Mundial        |
| Año                | Lugar                | Medalla            | Prueba                    |
| ------------------ | -------------------- | ------------------ | ------------------------- |
| 2003               | Milán (Italia)       | Medalla de bronce  | Cuatro scull ligero       |
| 2004               | Bañolas (España)     | Medalla de bronce  | Cuatro scull ligero       |
| 2006               | Eton (Reino Unido)   | Medalla de plata   | Ocho con timonel ligero   |
| 2007               | Múnich (Alemania)    | Medalla de plata   | Ocho con timonel ligero   |
| 2008               | Ottensheim (Austria) | Medalla de plata   | Ocho con timonel ligero   |
| 2009               | Poznań (Polonia)     | Medalla de oro     | Cuatro sin timonel ligero |
| 2012               | Plovdiv (Bulgaria)   | Medalla de oro     | Ocho con timonel ligero   |
| Campeonato Europeo |                      |                    |                           |
| Año                | Lugar                | Medalla            | Prueba                    |
| 2009               | Brest (Bielorrusia)  | Medalla de plata   | Cuatro sin timonel ligero |